# Gramàtica neerlandesa
La gramàtica del neerlandès és anàloga a la d'altres llengües germàniques, si bé presenta menys simplificacions que l'anglès o el danès però més que l'alemany o l'islandès. A Flandes, hom tendeix a ser més conservador lingüísticament, romanent-hi expressions i declinacions que són vistes com a arcaiques als Països Baixos.

## Noms i articles
Els tradicionals possibles tres gèneres del substantiu (masculí, femení i neutre) han estat reduïts a dos (comú i neutre), distingibles per l'article singular determinat que els acompanya: de o het respectivament. Aquest fenomen es dona també en altres llengües germàniques com ara el danès i el suec. Les declinacions per cas han desaparegut de la major part de noms, i només en queden reminiscències en mots especials.
Articles indefinits:
| Nombre   | Comú | Neutre |
| Singular | een  | een    |
| Plural   | -    | -      |

Articles definits:
| Nombre   | Comú | Neutre |
| Singular | de   | het    |
| Plural   | de   | de     |

## Pronoms
Els pronoms personals mantenen les declinacions que es perderen en els noms i adjectius.
| Pronoms personals i possessius | Pronoms personals i possessius | Pronoms personals i possessius | Pronoms personals i possessius | Pronoms personals i possessius |
| Persona                        | Subjecte                       | Objecte                        | Possesiu                       | Reflexiu                       |
| ------------------------------ | ------------------------------ | ------------------------------ | ------------------------------ | ------------------------------ |
| 1a sing                        | ik                             | mij, me                        | mijn                           | me                             |
| 2a sing                        | jij, je                        | jou, je                        | jouw, je                       | je                             |
| 3a sing (masc) (fem) (neut)    | hij zij, ze het                | hem haar het                   | zijn haar zijn                 | zich                           |
| 1a plur                        | wij, we                        | ons                            | ons/onze                       | ons                            |
| 2a plur                        | jullie                         | jullie                         | jullie                         | je                             |
| 3a plur                        | zij, ze                        | hen, ze                        | hun                            | zich                           |

## Adjectius
Com els noms, els adjectius només varien amb el gènere en el singular de paraules neutres, on desapareix l'acabament -e present habitualment. Si apareixen després de verbs copulatius tampoc no duen -e (Exemple: "Het water is koud" - "L'aigua és freda").
| een oude fiets (una bicicleta vella)    | de oude fiets (la bicicleta vella)      | oude fietsen (unes bicicletes velles)    | de oude fietsen (les bicicletes velles)    |
| een boot (una barca)                    | de boot (la barca)                      | boten (unes barques)                     | de boten (les barques)                     |
| een goedkope winkel (un botiga barata)  | de goedkope winkel (la botiga barata)   | goedkope winkels (unes botigues barates) | de goedkope winkels (les botigues barates) |
| een foto (una foto)                     | de foto (la foto)                       | foto's (unes fotos)                      | de foto's (les fotos)                      |
| een mooi beeld (una imatge bonica)      | het mooie beeld (la imatge bonica)      | mooie beelden (unes imatges boniques)    | de mooie beelden (les iamtges boniques)    |
| een groot huis (una casa grossa)        | het grote huis (la casa grossa)         | grote huizen (unes cases grossses)       | de huizen (les cases grosses)              |
| een klein venster (una finestra petita) | het kleine venster (la finestra petita) | kleine vensters (unes finestres petites) | de kleine vensters (les finestres petites) |

## Verbs
Els verbs presenten certa inflexió. En present, afecta només les persones del singular. Existeixen dues formes bàsiques de passat, el perfectum i l'imperfectum. El primer es forma a partir de l'arrel del verb mentre que el segon demana un auxiliar (hebben -tenir- o zijn -ser-) davant del participi. Com en alemany, el participi té l'afix ge- al davant (en general). El futur s'expressa mitjançant verbs auxiliars (zullen, gaan) o bé afegint algun complement circumstancial a una frase en present. Per exemple:

Morgen reis ik naar Parijs. ("Demà viatjo a París.")
La taula següent mostra dos verbs conjugats, un de molt irregular (ser) i un de totalment regular (treballar):
| Infinitiu   | zijn (ser)                                                                                           | werken (treballar) |
| Present     | Ik ben (Sóc) Je bent (Ets) Hij/Ze is (És) We zijn (Som) Jullie zijn (Sou) Ze zijn (Són)              | Ik werk (Treballo) Je werkt (Treballes) Hij/Ze werkt (Treballa) We werken (Treballem) Jullie werken (Treballeu) Ze werken (Treballen)                                 |
| Perfectum   | Ik, je, hij/ze was (fon, fores, fou) We, jullie, ze waren (fórem, fóreu, foren)                      | Ik, je, hij/ze werkte (Treballí, treballares, treballà) We, jullie, ze werkten (treballarem, treballareu, treballaren)                                                |
| Imperfectum | Ik ben/Je bent/Hij/Ze is geweest (He, has, ha estat) We/Jullie/Ze zijn geweest (Hem, heu, han estat) | Ik heb, je hebt, hij/ze heeft gewerkt (He, has, ha treballat) We, jullie, ze hebben gewerkt (hem, heu, han treballat)                                                 |
| Futur       | - | Ik ga/zal werken (Treballaré) Je gaat/zal werken (Treballaràs) Hij/Ze gaat/zal werken (Treballarà) We, jullie, ze gaan werken (Treballarem, treballareu, treballaran) |